# Christian Boochs
Christian Boochs (* 1977 in Mönchengladbach) ist ein deutscher Romanautor.

## Leben
Christian Boochs war Soldat auf Zeit in der Bundeswehr und danach unter anderem als Werbetexter und Hundetrainer tätig. Seit 2014 arbeitet er als freier Autor. Sein Debütroman Finsternis Z: Silber erschien 2015. Im Jahr 2018 veröffentlichte er bei Droemer Knaur den Thriller Mutterblut. Ein Nachfolger zu diesem Roman erschien 2019 unter dem Titel Racheteufel.
Boochs lebt in Mitteldeutschland.

## Werke
- Finsternis Z: Silber. neobooks, München 2015, ISBN 978-3-7380-4185-9.
- 2016 – Bis die Hoffnung bricht. CreateSpace, 2015, ISBN 978-1-5142-7369-2.
- Finsternis: Blutlinie. CreateSpace, 2015, ISBN 978-1-5176-0102-7.
- Samhain: Seelennacht. CreateSpace, 2015, ISBN 978-1-5301-4953-7.
- 2017 – Die Tage der Anderen. CreateSpace, 2016, ISBN 978-1-5348-6930-1.
- Mutterblut. Droemer Knaur, München 2018, ISBN 978-3-426-21659-0.
- Racheteufel. Droemer Knaur, München 2019, ISBN 978-3-426-21711-5.